# Parc provincial Greene Valley
Le parc provincial Greene Valley (anglais : Greene Valley Provincial Park) est un parc provincial de l'Alberta (Canada) situé dans le comté de Northern Sunrise.
Il comprend une portion de la vallée de la rivière Heart (en) sur une distance de 26 km entre Rivière-la-Paix et Nampa. Il protège un corridor écologique pour l'orignal et le cerf mulet.